# Onychogalea lunata
Il wallaby dall'unghia lunata (Onychogalea lunata (Gould, 1841)) è una specie estinta di wallaby. L'aggettivo «lunata» deriva dalla banda bianca che presenta sulle spalle, mentre il nome Onychogalea si riferisce alla punta cornea della coda la cui funzione non è mai stata compresa. Questo canguro alto solo una quarantina di centimetri, dal pelo morbido e sericeo, era un tempo molto numeroso nella macchia e nelle boscaglie dell'Australia centrale. Quando correva, portava gli arti anteriori a uno strano angolo e compiva con essi una sorta di moto rotatorio che gli valse il soprannome di «suonatore di organino». Spesso cercava rifugio in alberi cavi, entrandovi alla base e arrampicandosi all'interno fino ad apparire da un'apertura in alto.
Questo wallaby rimase comune, perfino nelle regioni agricole del sud-ovest dell'Australia Occidentale, fin quasi al 1900. Da allora la sua popolazione subì un tremendo declino fino al 1908, quando venne catturato l'ultimo wallaby della zona. L'ultimo wallaby catturato vivo fu un esemplare che rimase preso in una trappola per dingo nel Nullarbor Plain nel 1927 o 1928. W.A. Mills lo inviò allo Zoo di Taronga, a Sydney, e, dopo la morte, le sue spoglie finirono al Museo Australiano. La specie sopravvisse nelle regioni più aride dell'areale fino agli anni '50, e si ritiene che si sia estinta verso il 1956, probabilmente a causa della diffusione della volpe rossa.